# Мехия, Александр
Алекса́ндр Мехи́я Саба́льса (исп. Alexander Mejía Sabalsa; 11 июля 1988, Барранкилья) — колумбийский футболист, полузащитник клуба «Атлетико Насьональ». Выступал в сборной Колумбии.

## Биография
Мехия воспитанник клуба «Депортес Киндио». В 2005 году он дебютировал за команду в Кубке Мустанга. 26 апреля 2008 года в матче против «Индепендьенте Медельин» Александр забил свой первый гол за Киндио. В 2011 году Мехия на правах аренды перешёл в «Онсе Кальдас». 6 февраля в поединке против «Бояка Чико» он дебютировал за новую команду.
В 2012 году Александр перешёл в «Атлетико Насьональ». 11 февраля во встрече против «Бояка Чико» он дебютировал за новую команду. В своём первом сезоне он помог клубу завоевать Кубок Колумбии. В 2013 году Мехия стал чемпионом Апертуры и Клаусуры.
В начале 2015 года Александр перешёл в мексиканский «Монтеррей». 12 января в матче против «Леонес Негрос» он дебютировал в мексиканской Примере. Летом того же года Мехия вернулся в «Атлетико Насьональ» на правах аренды. В 2016 году он стал обладателем Кубка Либертадорес в составе «Атлетико Насьональ». Летом того же года Мехия перешёл в «Леон». 7 августа в матче против своего бывшего клуба «Монтеррей» он дебютировал за «львов». 29 сентября в поединке Кубка Мексики против «Толуки» Александр забил свой первый гол за «Леон».
4 апреля 2012 года в матче отборочного турнира Чемпионата мира 2014 против сборных Перу Мехья дебютировал за сборную Колумбии.

## Достижения
- Чемпион Колумбии (4): Апертура 2013, Финалисасьон 2013, Апертура 2014, Клаусура 2015
- Обладатель Кубка Колумбии (2): 2012, 2013
- Обладатель Кубка Либертадорес (1): 2016
- Финалист Южноамериканского кубка (1): 2014